# Fylkesväg 81
Fylkesväg 81 (norska: Fylkesvei 81) är en primär fylkesväg i Nordland fylke i norra Norge som går mellan Europaväg 6 vid Ulvsvåg i Hamarøy kommun och Europaväg 10 vid staden Svolvær i Vågans kommun. Det finns en färjeförbindelse längs vägen, mellan Skutvik och Svolvær.
Exklusive färjeförbindelsen är vägen 36,0 kilometer lång och asfalterad. Den passerar bland annat genom tätorten Oppeid.

## Anslutningar
Fylkesväg 81 ansluter till:
- Europaväg 6 (vid Ulvsvåg)
- Europaväg 10 (vid Svolvær)